# Draksenić
Draksenić je naselje v občini Kozarska Dubica, Bosna in Hercegovina. 

## Deli naselja
Draksenić, Gređani, Ivica, Rakovica Donja in Rakovica Gornja.

## Prebivalstvo
| Pregled števila prebivalcev po letih | Pregled števila prebivalcev po letih | Pregled števila prebivalcev po letih | Pregled števila prebivalcev po letih | Pregled števila prebivalcev po letih | Pregled števila prebivalcev po letih |
| ------------------------------------ | ------------------------------------ | ------------------------------------ | ------------------------------------ | ------------------------------------ | ------------------------------------ |
| 1948                                 | 1953                                 | 1961                                 | 1971                                 | 1981                                 | 1991                                 |
| -                                    | -                                    | -                                    | 782                                  | 695                                  | 725                                  |

| Narodna sestava prebivalstva po letih                                                                                       | Narodna sestava prebivalstva po letih                                                                                        | Narodna sestava prebivalstva po letih                                                                                       |
| --- | --- | --- |
| 1971 | 1981 | 1991 |
| . skupaj: 782 Srbi 755 (96,54 %) Hrvati 12 (1,53 %) Muslimani 6 (0,76 %) Jugoslovani 8 (1,02 %) drugi in neznano 1 (0,12 %) | . skupaj: 695 Srbi 645 (92,80 %) Hrvati 11 (1,58 %) Muslimani 0 (0,00 %) Jugoslovani 38 (5,46 %) drugi in neznano 1 (0,14 %) | . skupaj: 725 Srbi 685 (94,48 %) Hrvati 6 (0,82 %) Muslimani 1 (0,13 %) Jugoslovani 26 (3,58 %) drugi in neznano 7 (0,96 %) |